# 交漳県
交漳県（こうしょう-けん）は中華人民共和国山西省にかつて存在した県。現在の晋中市左権県南東部に相当する。
隋代の596年（開皇16年）に設置され、大業初年に廃止された。